# Бліда блакитна цятка

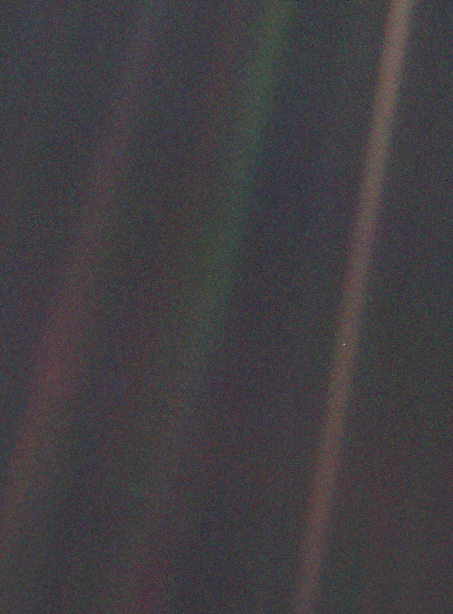
Крихітна бліда цятка приблизно посередині правої смуги — Земля, знята з відстані 6 млрд кілометрів

«Бліда блакитна цятка» (англ. Pale Blue Dot) — фотографія планети Земля з рекордно великої відстані, зроблена космічним зондом «Вояджер-1».
Фотографія знята 14 лютого 1990 року з відстані 6,4 млрд км (40,5 астрономічної одиниці) як частина «Сімейного портрета» Сонячної системи. На фотографії видимий розмір Землі менше одного пікселя. Планета виглядає як крихітна цятка на тлі величезного космосу серед смуг сонячного світла, розсіяного камерою.
Знімок був зроблений з ініціативи астронома та письменника Карла Сагана, який також дав йому назву і використав як лейтмотив своєї книги 1994 року «Блакитна цятка: космічне майбутнє людства».

## Передісторія

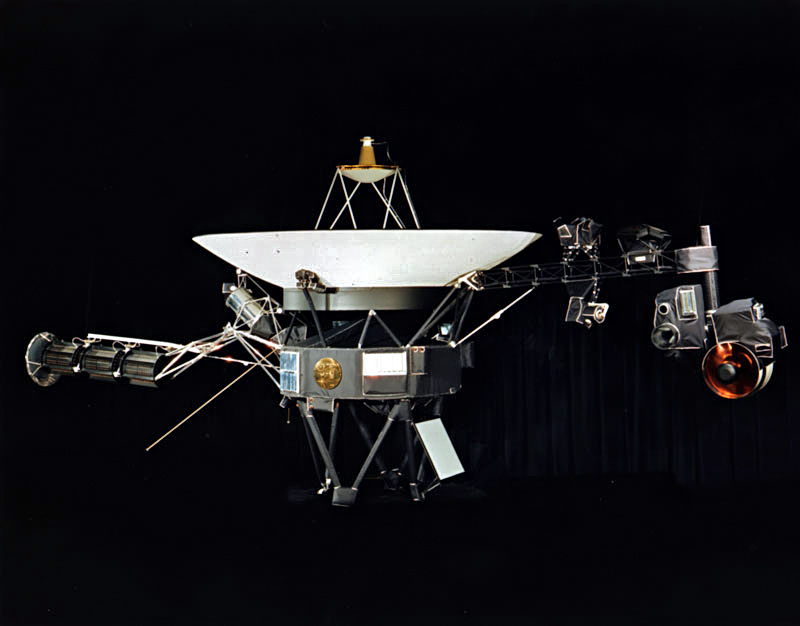
Космічний апарат «Вояджер-1».

У вересні 1977 року НАСА запустило «Вояджер-1» — космічний апарат для дослідження зовнішньої Сонячної системи та міжзоряного простору. Пролетівши повз Юпітер 1979 року та Сатурн 1980 року, «Вояджер-1» став першим космічним апаратом, який передав на Землю детальні зображення двох найбільших планет Сонячної системи та їхніх найбільших супутників. В листопаді 1980 року місія була оголошена завершеною.
Космічний апарат все ще продовжує свою подорож на швидкості 18 км/с і є найвіддаленішим від Землі об'єктом, створеним людиною, та першим, що покинув Сонячну систему. Його місія була розширена і триває донині з метою дослідження кордонів Сонячної системи, включаючи пояс Койпера, геліосферу та міжзоряний простір. Апарат досі отримує команди та передає дані назад у Мережу далекого космічного зв'язку НАСА.
Очікувалося, що «Вояджер-1» буде працювати тільки до зустрічі з Сатурном. Коли космічний корабель пролетів повз планету в 1980 році, Саган запропонував, щоб космічний апарат зробив останнє зображення Землі. Він визнав, що такий знімок не мав би великої наукової цінності, оскільки Земля здавалася б замалою для камер «Вояджера», щоб розгледіти будь-які деталі, але він був би важливим для розуміння місця людства у Всесвіті.
Хоча багато хто в програмі «Вояджер» підтримав цю ідею, були побоювання, що фотографування Землі так близько до Сонця може непоправно пошкодити фотографічну систему космічного корабля. Лише в 1989 році ідеї Сагана дали хід, але виникли затримки через необхідність калібрування інструментів і через те, що персонал, який мав розробляти й передавати радіокоманди «Вояджеру-1», вже був звільнений або переведений на інші проєкти. Фотографія нарешті була зроблена, коли в це питання особисто втрутився Річард Трулі, адміністратор НАСА. Пропозиція продовжувати фотографувати Землю, коли вона обертається навколо Сонця, була відхилена.

## Камера
«Вояджер-1» має дві камери: ширококутну камеру (WA) з низькою роздільною здатністю і фокусною відстанню 200 мм, яка використовується для зйомки великих полів зору, і вузькокутну камеру (NA) з високою роздільною здатністю і фокусною відстанню 1500 мм, призначену для детального зображення конкретних цілей, яка й зняла «бліду блакитну цятку». Обидві камери оснащені вісьмома кольоровими фільтрами, встановленими на колесі фільтрів, розташованому перед трубою.
Проблема полягала в тому, що з просуванням місії об'єкти, які потрібно було сфотографувати, ставали все віддаленіші й виглядали тьмянішими, що вимагало довшої експозиції та повороту (панорамування) камер для досягнення прийнятної якості. Телекомунікаційні можливості також зменшувалися з відстанню, обмежуючи кількість режимів, які могла використовувати система обробки зображень.
Після серії зображень «сімейний портрет», яка включала й «бліду блакитну цятку», керівники місії дали «Вояджеру-1» команду вимкнути камери, оскільки решти місії космічний апарат не збирався летіти поблизу нічого вартого фотографування, тоді як інші інструменти, які все ще збирали дані, потребували енергії для довгої подорожі міжзоряним простором.

## Фотографія

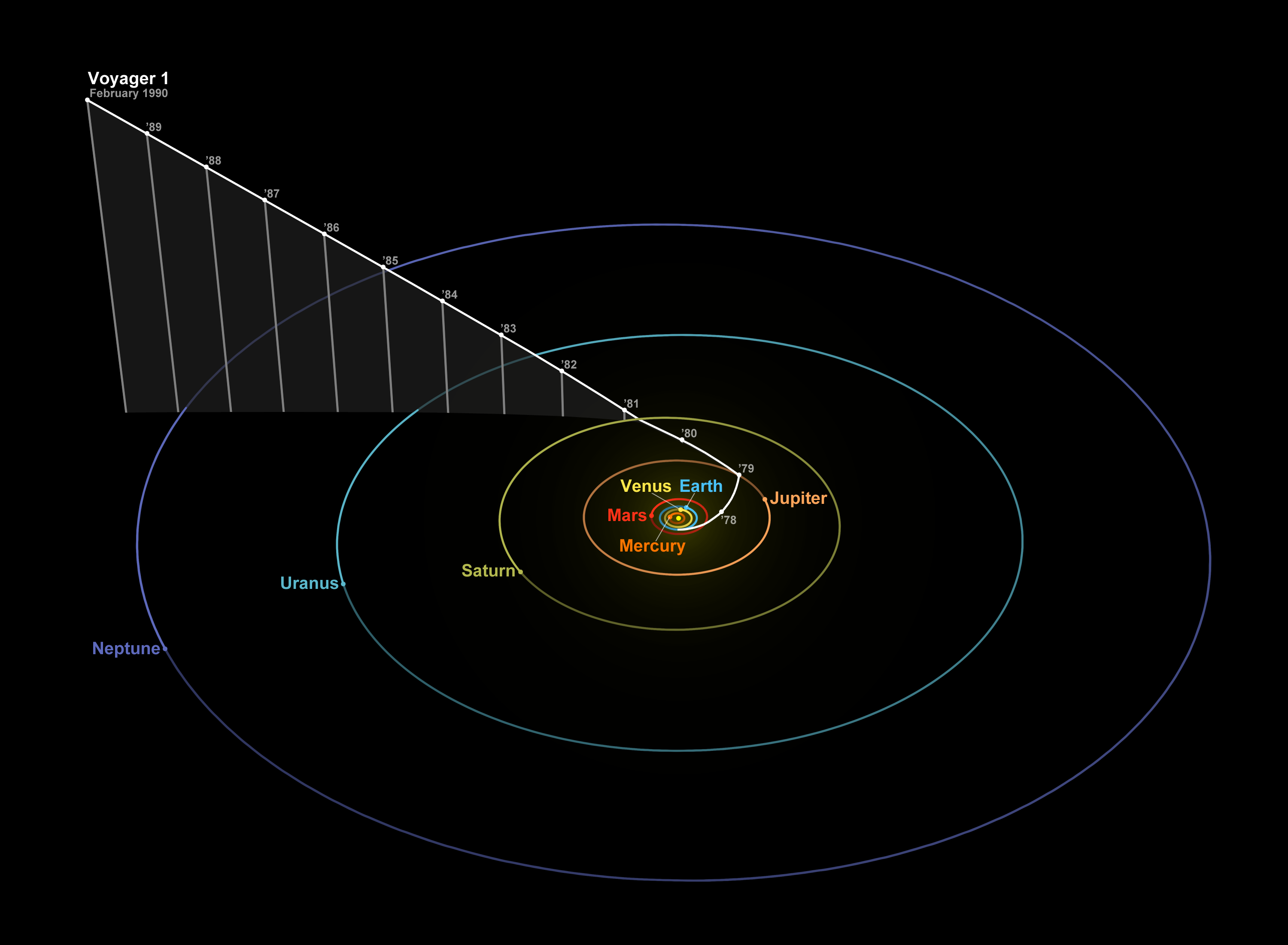
Положення «Вояджера-1» 14 лютого 1990 року. Вертикальні смужки розташовані з інтервалом в один рік і вказують на відстань зонда над екліптикою.

Послідовність команд, яка була передана на космічний апарат, і розрахунки часу витримки кожної фотографії розробили науковці Кенді Гансен з Лабораторії реактивного руху НАСА та Керолайн Порко з Університету Аризони. Послідовність команд була скомпільована та надіслана на «Вояджер-1», і він зробив фотографії о 04:48 за Гринвічем 14 лютого 1990 року. На той момент відстань між космічним кораблем і Землею становила 40,47 астрономічної одиниці (близько 6 млрд кілометрів).
Дані з камери спочатку зберігалися на бортовому магнітофоні. Передача даних на Землю була відкладена через те, що місії «Магеллан» і «Галілей» отримали пріоритет на використання мережі далекого космічного зв'язку НАСА. Потім, між березнем і травнем 1990 року, «Вояджер-1» надіслав на Землю 60 кадрів, при цьому радіосигнал потребував майже п'ять з половиною годин, аби рухаючись зі швидкістю світла подолати відстань до Землі.
На трьох отриманих кадрах Земля була зображена як крихітна точка світла в порожньому космосі. Кожен кадр було зроблено з використанням кольорового фільтра: синього, зеленого та фіолетового з часом експозиції 0,72, 0,48 та 0,72 секунди відповідно. Потім три кадри об'єднали, щоб створити зображення, яке й стало «блідою блакитною цяткою».
Із 640 000 окремих пікселів, які складають кожен кадр, Земля займає менше одного (0,12 пікселя, за даними NASA). Світлові смуги на фотографії є артефактом, результатом відбиття сонячного світла від деталей камери через відносну близькість між Сонцем і Землею. «Вояджер» перебував на висоті близько 32° над площиною екліптики. Детальний аналіз показав, що камера зафіксувала також Місяць, хоча він надто слабкий, аби його було видно без спеціальної обробки зображення.

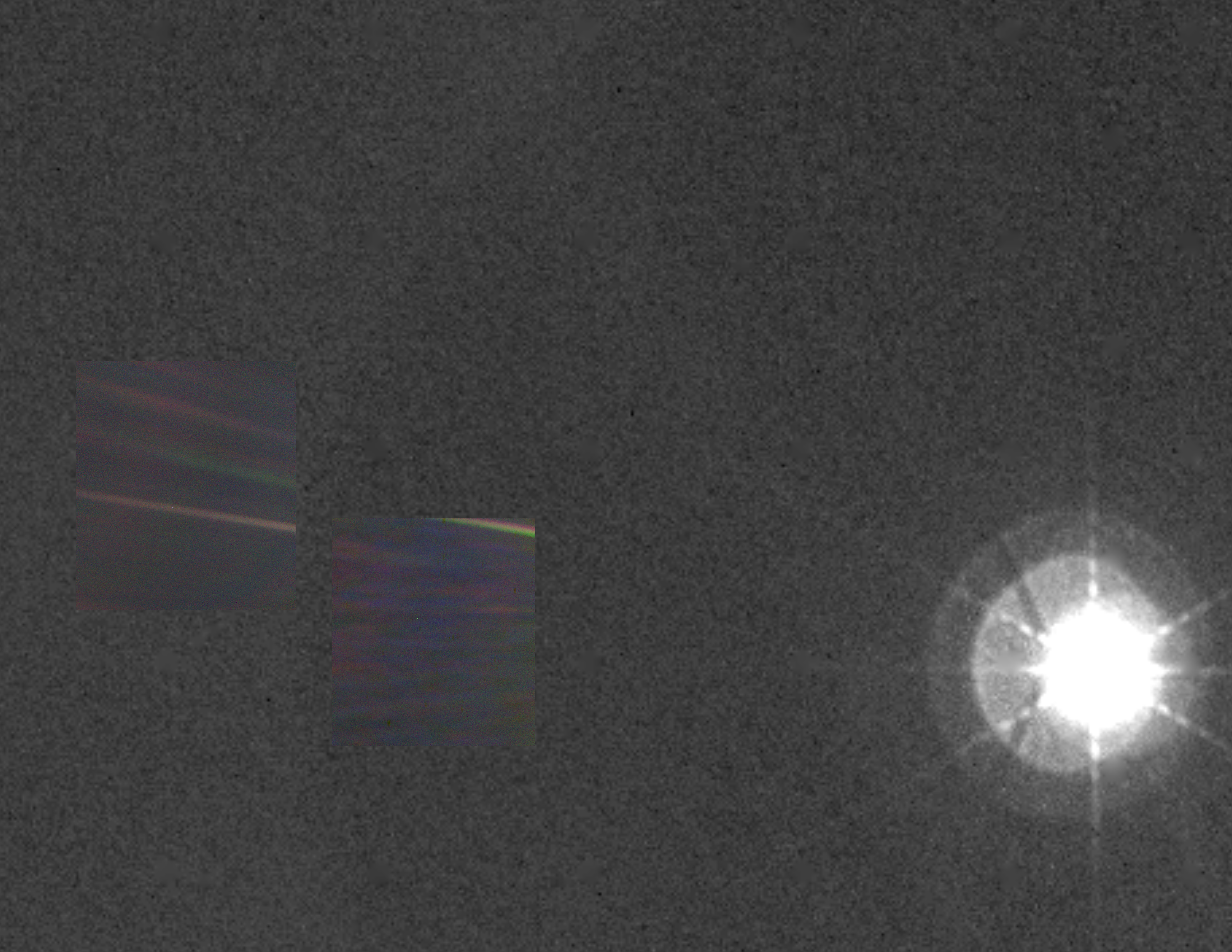
Ширококутна фотографія Сонця та внутрішніх планет (не видно), з Блідо-блакитною точкою, накладеною ліворуч і Венерою накладеною трохи правіше

«Бліда блакитна цятка», знята за допомогою вузькокутної камери. Вона також була опублікована як частина комбінованого зображення, створеного з ширококутної фотографії, на якій показано Сонце та область космосу, що містить Землю та Венеру. В це ширококутне зображення було вставлено два вузькокутних знімка — «бліду блакитну цятку» та аналогічну фотографію Венери. Ширококутну фотографію було зроблено з найтемнішим фільтром (що відповідає смузі поглинання метану) і найкоротшою можливою експозицією (5 мілісекунд), щоб уникнути насичення відіконової трубки камери розсіяним сонячним світлом. Попри це, результатом було яскраве пересвічене зображення з численними відображеннями від оптики камери, на якому Сонце здавалося набагато більшим за свій реальний розмір. Промені навколо Сонця є дифракційною картиною на калібрувальній лампі, яка встановлена перед ширококутним об'єктивом.

## Колір
Земля виглядає як блакитна цятка на фотографії головним чином через релеївське розсіювання сонячного світла в її атмосфері. У земному повітрі короткохвильове видиме світло (наприклад, синє), розсіюється краще, ніж світло з більшою довжиною хвилі (наприклад червоне), саме тому небо на Землі виглядає блакитним. Океан також робить внесок у блакитний колір Землі, але меншою мірою, ніж атмосфера. Земля — це бліда блакитна цятка, а не темно-блакитна, тому що біле світло, відбите хмарами, поєднується з розсіяним блакитним світлом.
Спектр відбиття Землі від далекого ультрафіолетового до ближнього інфрачервоного діапазону не схожий на будь-яку іншу спостережувану планету й частково зумовлений наявністю на Землі життя. Земна атмосфера практично не поглинає видиме світло, на відміну, наприклад, від Титана, де частинки органічного туману сильно поглинають синє світло і надають йому оранжево-коричневого кольору. У прозорій атмосфері загалом слабке релеївське розсіювання стає доволі помітним і спричиняє блакитний колір Землі. Велика кількість атмосферного кисню на Землі, який виробляється фотосинтетичними формами життя, робить атмосферу прозорою для видимого світла, що забезпечує значне релеївське розсіювання та сильніший прояв блакитного світла.

## Спогади Сагана
У своїй книзі «Блакитна цятка: космічне майбутнє людства» 1994 року Карл Саган пояснює, чому він вважає цю фотографію такою важливою:

Погляньте ще раз на цю цятку. Це тут. Це наш дім. Це ми. Всі, кого ви любите, всі, кого ви знаєте, всі, про кого ви коли-небудь чули, всі люди, що коли-небудь існували, прожили свої життя на ній. Безліч наших насолод і страждань, тисячі самовпевнених релігій, ідеологій та економічних доктрин, кожен мисливець і збирач, кожен герой і боягуз, кожен творець і руйнівник цивілізацій, кожен король і селянин, кожна закохана пара, кожна мати і кожен батько, повна надій дитина, винахідник і мандрівник, кожен вчитель моралі, кожен корумпований політик, кожна «суперзірка», кожен «верховний лідер», кожен святий і грішник в історії нашого виду жили тут — на цій порошинці, підвішеній на сонячному промені.
Оригінальний текст (англ.)
Consider again that dot. That's here. That's home. That's us. On it everyone you love, everyone you know, everyone you ever heard of, every human being who ever was, lived out their lives. The aggregate of our joy and suffering, thousands of confident religions, ideologies, and economic doctrines, every hunter and forager, every hero and coward, every creator and destroyer of civilization, every king and peasant, every young couple in love, every mother and father, hopeful child, inventor and explorer, every teacher of morals, every corrupt politician, every "superstar," every "supreme leader," every saint and sinner in the history of our species lived there--on a mote of dust suspended in a sunbeam.

## Ювілеї

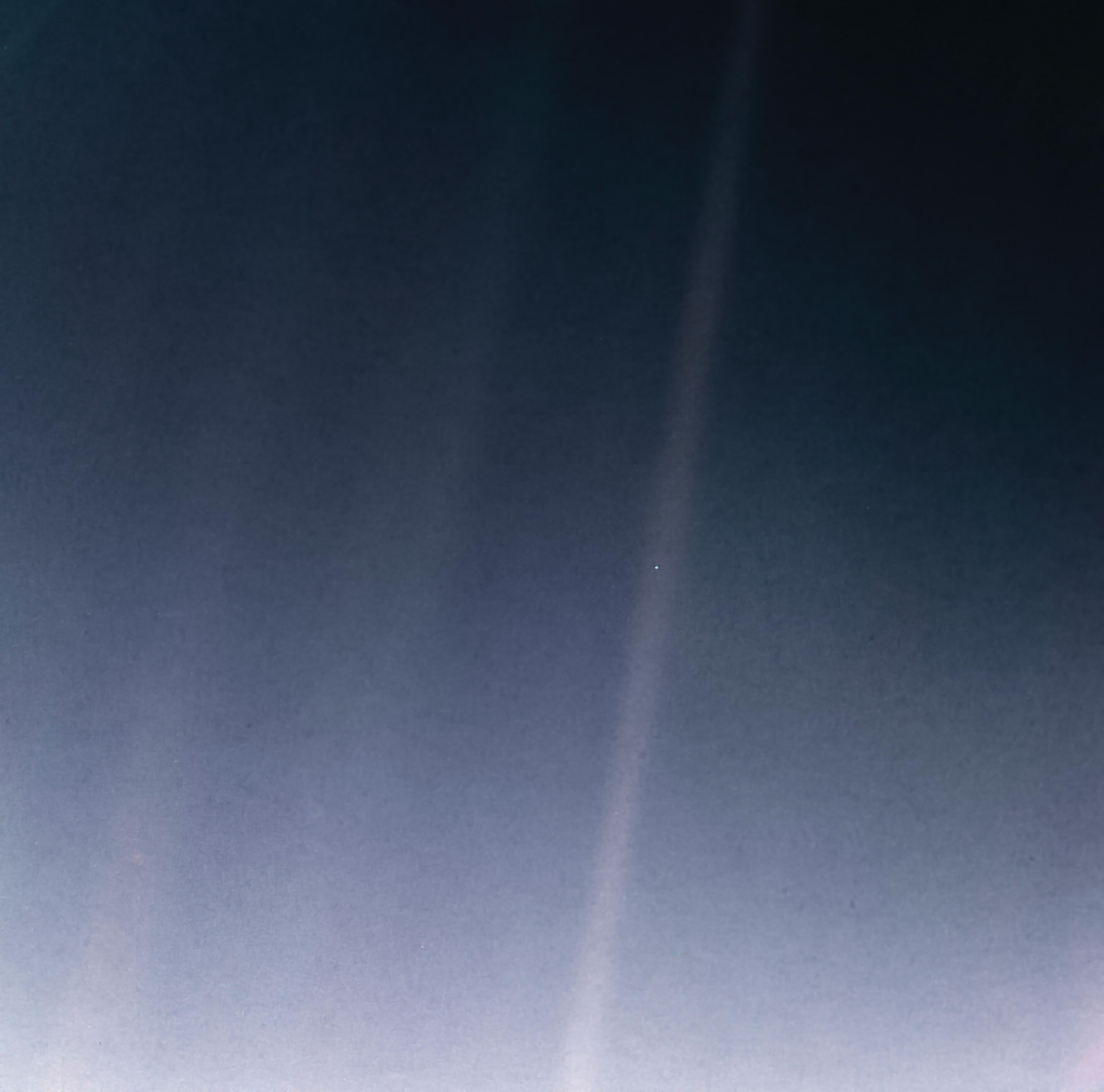
«Pale Blue Dot Revisited», перевидання обробленої фотографії 2020 року

2015 року НАСА відзначило 25-річчя фотографії. Ед Стоун, науковий співробітник проєкту «Вояджер», прокоментував: «Двадцять п'ять років тому „Вояджер-1“ подивився на Землю і побачив „блідо-блакитну цятку“, зображення, яке продовжує викликати подив щодо місця, яке ми називаємо домом».
2020 року, до 30-ї річниці знімка, NASA опублікувало нову версію оригінальної фотографії «Pale Blue Dot Revisited», отриману за допомогою сучасних методів обробки зображень, «намагаючись поважати оригінальні дані та наміри тих, хто планував зображення». Рівні яскравості та кольори були перебалансовані, зображення збільшено, зроблено яскравішим і менш зернистим, ніж оригінал. Сонце знаходиться знизу, де яскравість найбільша.
Також 2020 року Інститут Карла Сагана в Корнелльському університеті випустив відео з кількома відомими астрономами, які декламують промову Сагана «Бліда блакитна цятка».